# Дімстон (Пенсільванія)
Дімстон (англ. Deemston) — місто (англ. borough) в США, в окрузі Вашингтон штату Пенсільванія. Населення — 754 особи (2020).

## Географія
Дімстон розташований за координатами 40°1′38″ пн. ш. 80°2′0″ зх. д. / 40.02722° пн. ш. 80.03333° зх. д. (40.027272, -80.033355).  За даними Бюро перепису населення США в 2010 році місто мало площу 24,84 км², уся площа — суходіл.

## Демографія
Згідно з переписом 2010 року, у селищі мешкали 722 особи в 303 домогосподарствах у складі 210 родин. Густота населення становила 29 осіб/км².  Було 331 помешкання (13/км²).
Расовий склад населення:
| - 98,3 % — білих - 0,4 % — корінних американців - 0,3 % — чорних або афроамериканців - 0,3 % — азіатів |

До двох чи більше рас належало 0,6 %. Частка іспаномовних становила 0,8 % від усіх жителів.
За віковим діапазоном населення розподілялося таким чином: 17,9 % — особи молодші 18 років, 62,8 % — особи у віці 18—64 років, 19,3 % — особи у віці 65 років та старші. Медіана віку мешканця становила 47,1 року. На 100 осіб жіночої статі у селищі припадало 100,0 чоловіків;  на 100 жінок у віці від 18 років та старших — 101,0 чоловіків також старших 18 років.
Середній дохід на одне домашнє господарство  становив 62 657 доларів США (медіана — 52 500), а середній дохід на одну сім'ю — 71 387 доларів (медіана — 62 109). Медіана доходів становила 52 500 доларів для чоловіків та 40 682 долари для жінок. За межею бідності перебувало 8,7 % осіб, у тому числі 8,3 % дітей у віці до 18 років та 9,0 % осіб у віці 65 років та старших.
Цивільне працевлаштоване населення становило 308 осіб. Основні галузі зайнятості: освіта, охорона здоров'я та соціальна допомога — 20,8 %, роздрібна торгівля — 14,9 %, виробництво — 12,0 %, будівництво — 10,1 %.